# Tử linh lan

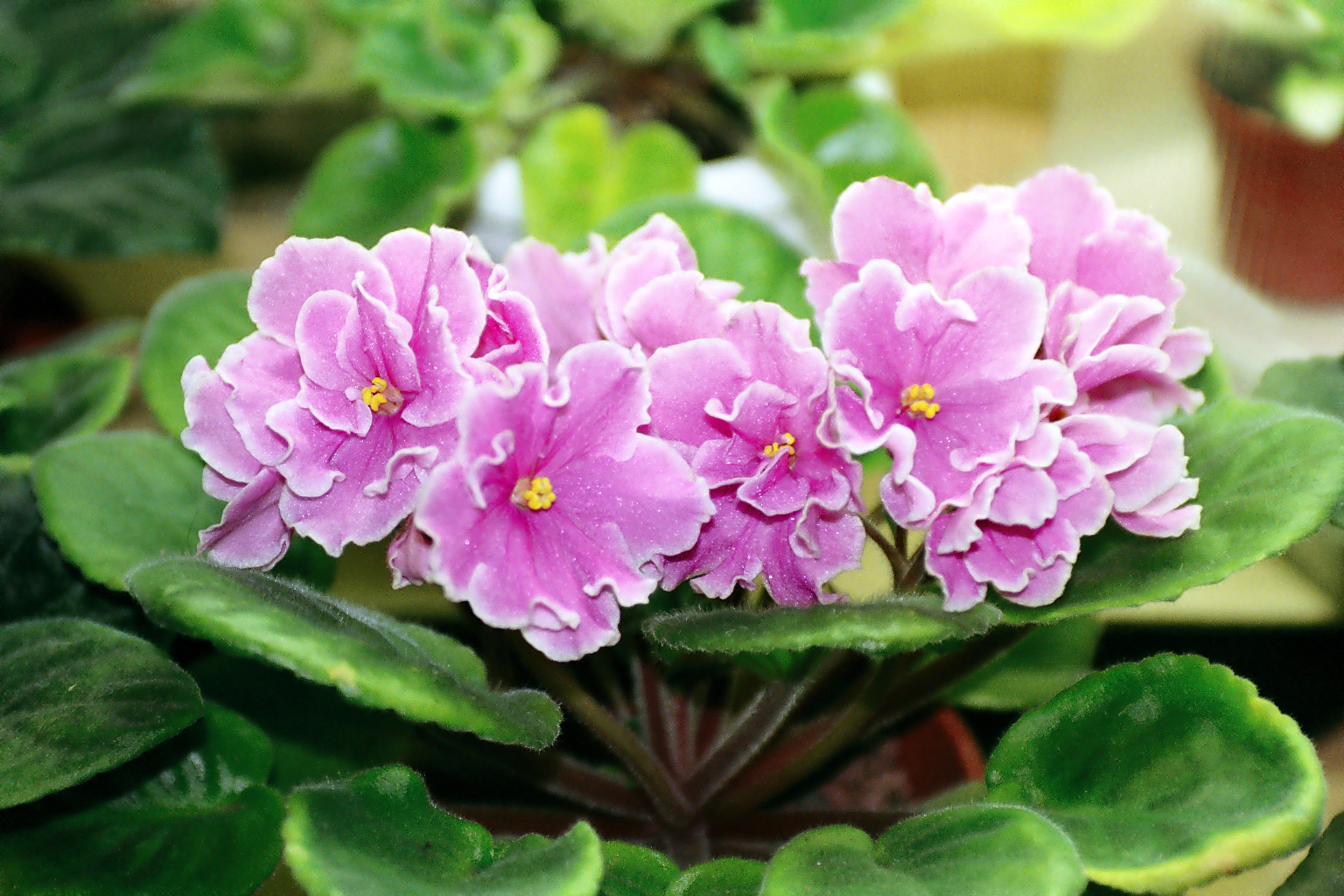
Tử linh lan (Saintpaulias)

Tử linh lan (Saintpaulias), thường được gọi là hoa violet châu Phi, là một chi của 6-20 loài thực vật có hoa thân thảo lâu năm trong họ Gesneriaceae. Cây nguồn gốc từ Tanzania và phía đông nam Kenya ở phía đông châu Phi nhiệt đới. Thông thường, violet châu Phi là một loại cây trồng trong nhà phổ biến nhưng cũng có thể là một cây trồng ngoài trời.
Một số loài, phân loài và có thể là nhiều loài, phân loài hơn nữa đang bị đe dọa do các hoạt động nông nghiệp. Tình trạng bảo tồn của Saintpaulia hiện tại là gần như bị đe dọa.

## Mô tả

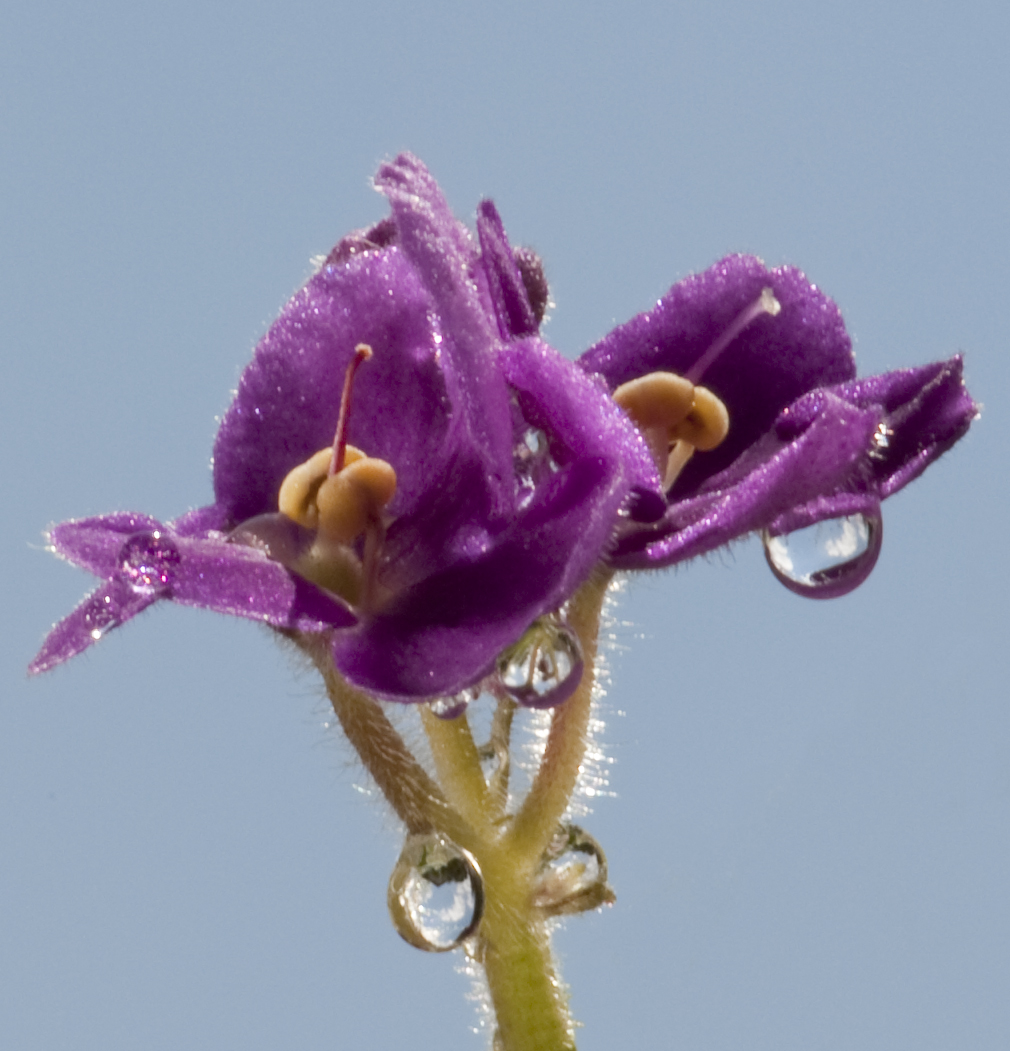
Hoa tử linh lan

Tử linh lan cao từ 6–15 cm, có thể to từ 6–30 cm. Lá được làm tròn thành hình bầu dục, dài 2,5–8,5 cm với cuống lá 2–10 cm, lông mịn, và có kết cấu thịt. Hoa có đường kính từ 2–3 cm, có tràng hoa năm thùy ("cánh hoa") mượt và mọc thành cụm từ 3–10 hoặc nhiều hơn. Các loài khác có thể có màu xanh nhạt hoặc trắng 

## Kích thước
Cây có thể được phân loại dựa trên kích thước trên mặt đất của nó.
Vô cùng nhỏ: nhỏ hơn 3 inch
Siêu nhỏ: 3 đến 4 inch
Nhỏ: từ 4 đến 6 inch
Khá nhỏ: từ 6 đến 8-10 inch
Tiêu chuẩn: từ 8-10 đến 12-16 inch
Lớn / Khổng lồ: trên 12-16 inch

## Sinh trưởng

### Nhiệt độ
Saintpaulias rất nhạy cảm với việc nhiệt độ bị thay đổi đột ngột, điển hình là lá bị làm mát nhanh bằng cách đổ nước lạnh trên lá. Nó sẽ gây ra sự đổi màu. Do làm mát lá nhanh chóng sẽ tác động mạnh đến không bào trong các tế bào biểu bì lá.

### Nhân giống
Chủ yếu câu được nhân giống bằng phương pháp vô tính như tách cây con hay giâm lá. Việc sử dụng hạt giống là rất hiếm.

## Tên gọi
Dưới đây là tên gọi cũ và tên gọi mới
- Saintpaulia amaniensis = S. ionantha ssp. grotei
- Saintpaulia brevipilosa = S. ionantha ssp. velutina
- Saintpaulia confusa = S. ionantha ssp. grotei
- Saintpaulia difficilis = S. ionantha ssp. grotei
- Saintpaulia diplotricha = S. ionantha ssp. ionantha var. diplotricha
- Saintpaulia grandifolia = S. ionantha ssp. grandifolia
- Saintpaulia grotei = S. ionantha ssp. grotei
- Saintpaulia intermedia = S. ionantha ssp. pendula
- Saintpaulia magungensis = S. ionantha ssp. grotei
- Saintpaulia magungensis var. minima = S. ionantha ssp. grotei
- Saintpaulia magungensis var. occidentalis = S. ionantha ssp. occidentalis
- Saintpaulia nitida = S. ionantha ssp. nitida
- Saintpaulia orbicularis = S. ionantha ssp. orbicularis
- Saintpaulia pendula = S. ionantha ssp. pendula
- Saintpaulia pendula var. kizarae = S. ionantha ssp. pendula
- Saintpaulia rupicola = S. ionantha ssp. rupicola
- Saintpaulia tongwensis = S. ionantha ssp. ionantha var. ionantha
- Saintpaulia velutina = S. ionantha ssp. velutina